# Барт Симпсън
Бартоломю „Барт“ Джоджо Симпсън (на английски: Bartholomew 'Bart' Jojo Simpson) е измислен герой от анимационния сериал „Семейство Симпсън“, озвучаван от Нанси Картрайт.

## Живот в сериала
Барт Симпсън е роден на 1 април 1980 година, в семейството на Мардж Симпсън (преди Бувие) и Хоумър Симпсън. По-късно в сериала неколкократно се споменава, че причината за сватбата е именно Барт. В „Къщата на ужасите VII“ е представена версията, че Барт е роден като сиамски близнак с Хюго. За произхода на традиционната за Барт глупост има три версии: първата е, че по време на бременността Мардж изпива чаша шампанско, която попада в ембриона на Барт; втората е, че по време на зачатието му, Хоумър е бил в нетрезво състояние; третата е в епизода „Глупави гени“, която разкрива тезата, че Симпсън гените водят до естествено оглупяване на 8-годишна възраст.
Семейството първоначално живее в малък апартамент в Спринфийлд. Невъзможността на Хоумър да си намери работа в града, са причина той да напусне семейството си, за да търси работа. Когато Барт е на две години (1982) Мардж забременява с първата му сестра Лиса Симпсън|Лиса. Това принуждава семейството да напусне апартамета и да се премести в голямата къща на улица „Евъргрийн Терас“ 742. Барт приема трудно новината, че вече не е дете в къщата и се опитва да я отпрати. Впоследствие двете деца изглаждат отношенията си (въпреки че често се карат).
Барт е един от най-известните персонажи в „Семейство Симпсън“. Най-отличителните му черти са груб език, неуважение към властта и училищните институции. Негов противник остава директор Сиимор Скинър (на английски Seymour Skinner). От там идва и една от най-известните реплики на Барт – „Яж ми гащите!“ (Eat My Shorts!). Той влиза в затвор за малолетни и често е показван в съда.
Барт има няколко известни мига в живота си:
- получава шофьорска книжка два пъти;
- включва се в движението на Блажетяните
- участва в създадената бой-банда „Парти тайфата“
- в стермежа си да бъде готин отрязва главата на Джебадая Спригфийлд
- на два пъти трябва да се ожени (първия е за Мери, дъщеря на Клетъс, а вторият е с негова забременяла приятелка)

В бъдещето:
- в „Сватбата на Лиса“ се казва, че той е бил женен два пъти. За работата си казва, че трябва да излее цялата си агресия в събарянето на сградата, преди са завърши Юридическия факултет. По-късно се казва, че е станал председател на Върховния съд на Съединените щати.
- в друг поглед към бъдещето той живее с Ралф Уигъм в бедна квартира. По-късно отива при Лиса, президент на САЩ
- той има връзка с момиче на име Дженда и спасява Лиса от връзка с Молхаус
- обещава да смени името си на Джо Задника (15 сезон, 5 епизод)
- в последния им поглед към бъдещето той има двама сина

Името Bart всъщност е анаграма от brat, което на английски означава лошо момче, хулиган, пакостник.

## Глас
В оригинал (английската версия) се озвучава от Нанси Картрайт. Първоначално кандидат за гласа му била Йърдли Смит, но на нея е поверена ролята на Лиса Симпсън. Причината била, че гласът на Смит звучал „момичешки“, което не отговаряло на героя, докато гласът на Картрайт бил „момчешки“.
В началото на сериала Картрайт и другите шест основни гласови актьори получават по 30 000 долара на рисуван епизод. По-късно, по време на спора за заплащане от 1998 (при която повечето от озвучаващите актьори не се явяват в звукозаписното студио) FOX заплашват, че ще заменят гласовите актьори. Спорът обаче е решен и Картрайт получава по 125 000 на епизод. През 2004 при нов спор, заплатата на Картрайт е вдигната до 250 000 долара. През 2008 актьорите се предоговарят и получават по 400 000 на епизод (което прави 8 800 000 долара на рисуван сезон с 22 епизода). Три години по-късно, телевизията заявява, че ще спре продукцията ако разходите не бъдат намалени с 30%. Така Картрайт и другите гласови актьори получават по малко над 300 000 долара.
Картрайт озвучава и други герои в сериала:
- Нелсън Мънц
- Ралф Уигъм
- Род Фландърс
- Тод Фландърс
- Маги Симпсън (някой звуци и редки реплики)

В българския дублаж на БНТ от 1993 г. се озвучава от Надя Топалова. В дублажа на Александра Аудио от 2005 г. се озвучава от Здрава Каменова от първи до четвърти сезон и от осми до девети. Елена Бозова го озвучава от пети до седми и от десети до тринайсети, както и в „Семейство Симпсън: Филмът“ на Александра Аудио. От четиринайсети сезон се озвучава от Цветослава Симеонова. В дублажа на bTV на пълнометражния филм се озвучава от Даниела Йорданова.